# A Maldív-szigetek az olimpiai játékokon
A Maldív-szigetek első alkalommal az 1988-as olimpián vett részt, és azóta minden nyári sportünnepre küldött olimpikonokat, viszont sosem képviseltette magát a téli játékokon.
Sportolói még nem nyertek olimpiai érmet.
A Maldív-szigeteki Olimpiai Bizottságot 1985-ben alapították, és a NOB még abban az évben fel is vette tagjai közé.